# 王鼎胤
王鼎胤，字六符，山东淄川縣人，清朝初年政治人物、同進士出身。

## 生平
清朝順治二年（1645年），鄉試中舉。順治三年（1646年），聯捷進士。歷任順天府東安縣知縣，溧水縣知縣、桐柏縣知縣、宜陽縣知縣。